# Jesko Friedrich

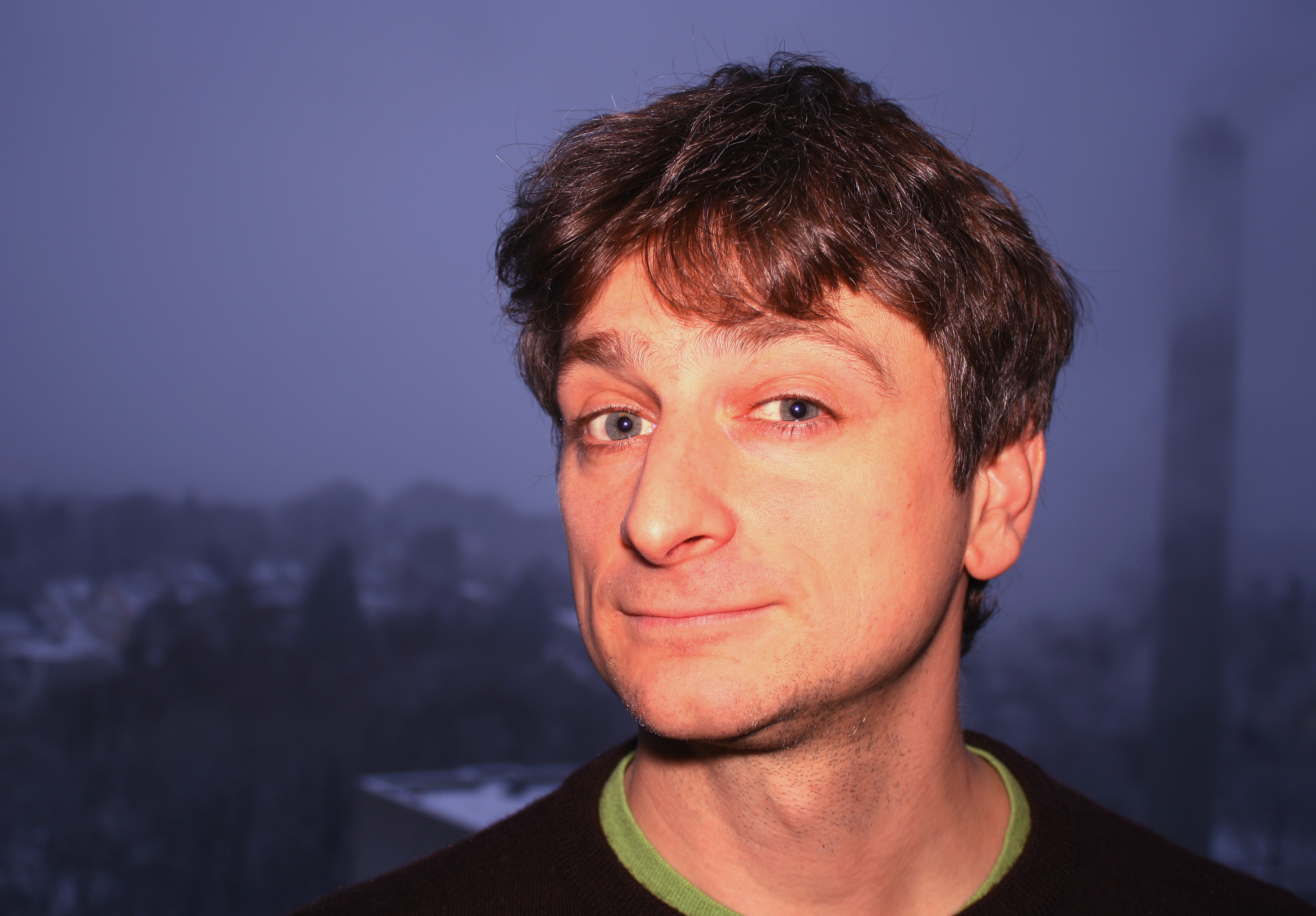
Jesko Friedrich, 2010

Jesko Friedrich (* 2. April 1974 in Gießen) ist ein deutscher Schauspieler, Redakteur und Autor.

## Leben
Friedrich zog mit seiner Familie im Alter von sechs Jahren nach Lübeck. 1993 absolvierte er sein Abitur am Johanneum, anschließend studierte er in Göttingen Geschichte und Germanistik.
2004 wurde Friedrich mit einer Arbeit zu dem Thema Phraseologisches Wörterbuch des Mittelhochdeutschen – Redensarten, Sprichwörter und andere feste Wortverbindungen in Texten von 1050–1350 durch die Universität Göttingen promoviert.
Bereits 1999 schrieb Jesko Friedrich vereinzelt Gags für die Freitag Nacht News. Seit einem Praktikum beim NDR Fernsehen im Jahr 2001 ist Friedrich als freier Mitarbeiter in der Redaktion der Satire-Sendung extra 3 tätig. Dort erarbeitet er seit 2003 zusammen mit Dennis Kaupp regelmäßig Beiträge für die Rubrik „Johannes Schlüter“. Jesko Friedrich schlüpft in die Rolle des Johannes Schlüter, der jedes Mal einen anderen Beruf ausübt (z. B. Pressesprecher der CDU, „Bushpilot“, Merkelpilot, Verbrennflaggenhändler) und dann von Kaupp interviewt wird. 2009 wurde die Rubrik mit dem Grimme-Preis ausgezeichnet.
Von 2005 bis 2008 produzierten Jesko Friedrich und Dennis Kaupp ihre eigene Comedysendung Sehr witzig für den NDR; beide agierten als Regisseure, Autoren und Darsteller. Von 2009 bis 2012 war er zusammen mit Kaupp in der Sendung Dennis und Jesko, dem Nachfolger von Sehr witzig, zu sehen.
Außerdem hatte Friedrich eine Rolle in der Kurzfilm-Trilogie Eine Nacht in Wilhelmsburg bzw. Nächte in Wilhelmsburg (2005, 2006 und 2007).
Im Jahr 2012 veröffentlichten Friedrich und Kaupp das Buch Ich bin zu viele: Die 23 irren Leben des Johannes Schlüter.
Im April 2016 wurde im Rahmen von extra 3 Friedrich und Kaupps Song Erdowie, Erdowo, Erdogan ausgestrahlt, ein satirisches Video über den türkischen Präsidenten Erdoğan. Der Song zog die Böhmermann-Affäre nach sich. Vom 18. November bis zum 2. Dezember 2016 produzierte er mit seinem Kollegen Dennis Kaupp die 3-teilige „Shockumentary“ Die Geisterjäger auf dem Onlinesender Massengeschmack-TV.
Seit 2016 arbeiten Kaupp und Friedrich als Autoren für das Format Wumms von funk. Hier zeichnen sie für satirische Sportsongs und die Zeichentrickserie Monsters of Kreisklasse verantwortlich.
Als Zeichner experimentiert Friedrich in den Genres Cartoon, phantastische Kunst und magischer Realismus. Seine Bilder wurden in mehreren Ausstellungen in Bardowick bei Lüneburg gezeigt.

## Auszeichnungen
- 2009 wurde das extra-3-Segment „Johannes Schlüter“ von Dennis Kaupp und Jesko Friedrich mit dem Grimme-Preis Spezial ausgezeichnet.[4]
- 2013 erhielten Jesko Friedrich und Dennis Kaupp den Juliane-Bartel-Preis für den extra-3-Einspielfilm Schlüter: So wird die Frau zum Mann.[9]
- 2016 erhielt er mit extra 3 den deutschen Comedypreis.[10]
- 2018 erhielt Friedrich mit extra 3 den deutschen Fernsehpreis in der Kategorie Beste Comedy.[11]
- Im Mai 2019 erhielt die Redaktion von wumms für das Video Monsters of Kreisklasse gegen Religionen den Civis.[12]

## Werke
Jesko Friedrich, Dennis Kaupp: Ich bin zu viele: Die 23 irren Leben des Johannes Schlüter. Rowohlt Taschenbuch Verlag, Hamburg 2012, ISBN 978-3-499-62968-6.